# Туякбаев, Тулепберген
Тулепберген Туякбаев (1904 год, Туркестанский край, Российская империя — дата и место смерти неизвестны) — председатель колхоза имени Энгельса, Герой Социалистического Труда (1948).

## Биография
Родился в 1923 году. В 1930 году вступил в колхоз имени Энгельса Сузакского района. Первоначально трудился рядовым колхозником, затем был бригадиром, заместителем председателя и председателем правления колхоза. С 1957 года трудился табунщиком верблюдов.
Будучи председателем колхоза, Тулепберген Туякбаев вывел его в передовые предприятия Сузакского района. В 1948 году колхоз получил и полностью вырастил 110 жеребят от 110 конематок. За эффективное управление колхозом был удостоен в 1948 году звания Героя Социалистического Труда.
С 1957 года стал работать табунщиком верблюдов. В 1964 году он получил 27 верблюжат от 54 маток.

## Награды
- Герой Социалистического Труда — указом Президиума Верховного Совета СССР от 23 июля 1948 года;
- Орден Ленина (1948);